# 泷江
泷江，中国赣江中游右岸一级支流，又稱孤江、芦水，古称“明德水”。河长148千米，流域面积3103平方千米，流域位于江西省中部。干流流经兴国县、永丰县、吉水县和青原区。多年平均流量78立方米每秒。自然落差346米。水能理论蕴藏量4万千瓦。